# Heinz Longerich
Heinz Longerich (* 14. März 1928 in Krefeld; † 18. April 2020) war ein deutscher Journalist.
Heinz Longerich war nach seinem Abitur 1947 bis 1949 beim British Information Service tätig und machte dann bis 1951 ein Volontariat beim Rhein Echo in Düsseldorf. Danach war er bei verschiedenen Tageszeitungen Redakteur, wurde 1965 stellvertretender Chefredakteur und 1967 Chefredakteur der Norddeutschen Rundschau in Itzehoe. Diese Tätigkeit übte er bis zu seinem Ruhestand 1988 aus. Daneben verfasste er unter anderem eine Chronik über Itzehoe.
Der Historiker Peter Longerich ist sein Sohn.

## Schriften
- mit Friedrich Priewe: Itzehoe, Itzehoe 1977.
- mit Michael Ruff: Itzehoe im Wandel, Hamburg 1997.

## Belege
1. ↑  Lars Peter Ehrich: Ehemaliger Chefredakteur der Norddeutschen Rundschau verstorben: Trauer um Heinz Longerich. In: Norddeutsche Rundschau. 24. April 2020, abgerufen am 8. Mai 2020.
2. ↑  Wigbert Benz: Paul Carell, S. 46
3. ↑  Heinz Longerich : Traueranzeige. In: Norddeutsche Rundschau. 25. April 2020, abgerufen am 8. Mai 2020.

| Personendaten    | Personendaten        |
| ---------------- | -------------------- |
| NAME             | Longerich, Heinz     |
| KURZBESCHREIBUNG | deutscher Journalist |
| GEBURTSDATUM     | 14. März 1928        |
| GEBURTSORT       | Krefeld              |
| STERBEDATUM      | 18. April 2020       |